# 8 Pułk Jazdy (Wielkie Księstwo Litewskie)
8 Pułk Jazdy Wielkiego Księstwa Litewskiego – oddział jazdy armii Wielkiego Księstwa Litewskiego wojska I Rzeczypospolitej.
Sformowany w 1794 w oddziale gen. Andrzeja Karwowskiego.

## Stanowisko
- Wizna[2]

## Dowódcy
- mjr Józef Weyssenhoff[2] (publicysta, prawnik i poseł inflancki).

## Bitwy i potyczki
Żołnierze pułku walczyli m.in. pod Magnuszewem.